# Spilosoma alexandri
Spilosoma alexandri là một loài bướm đêm thuộc phân họ Arctiinae, họ Erebidae.